# Laminarine

Structure moléculaire de la laminarine.

La laminarine, aussi appelée la laminarane, est un polysaccharide caractéristique des Phéophycées. Il s'agit d'un β-1,3-glucane composé de résidus glucoses liés entre-eux par des liaisons β-D-1,3 et qui est ramifié par des liaisons β-D-1,6. Ce biopolymère sert notamment de sucre de réserve des algues brunes (équivalent de l'amidon chez les végétaux supérieurs), et elle est stockée dans la vacuole.
Dans les années 2000, la société Goëmar développe un vaccin pour les plantes, alternative aux pesticides. Le composé bioactif de ce vaccin est la laminarine, éliciteur oligosaccharidique des défenses chez le tabac et le blé (homologation contre l'oïdium, piétin-verse et septoriose du blé).

### Sources
- Laminarine (Aquaportail)